# Andropogon virginicus
Andropogon virginicus är en gräsart som beskrevs av Carl von Linné. Andropogon virginicus ingår i släktet Andropogon och familjen gräs. Inga underarter finns listade i Catalogue of Life.

## Bildgalleri

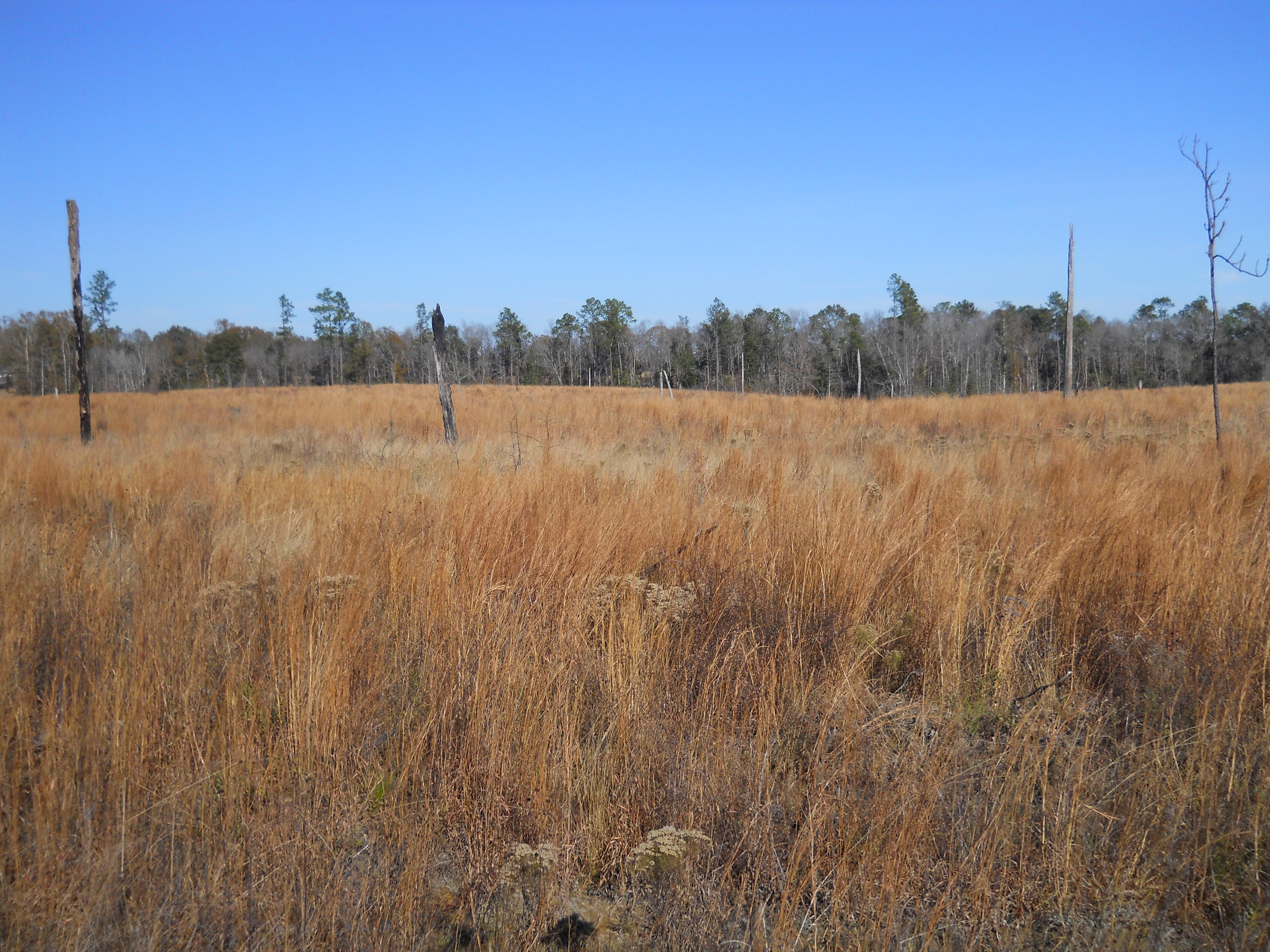
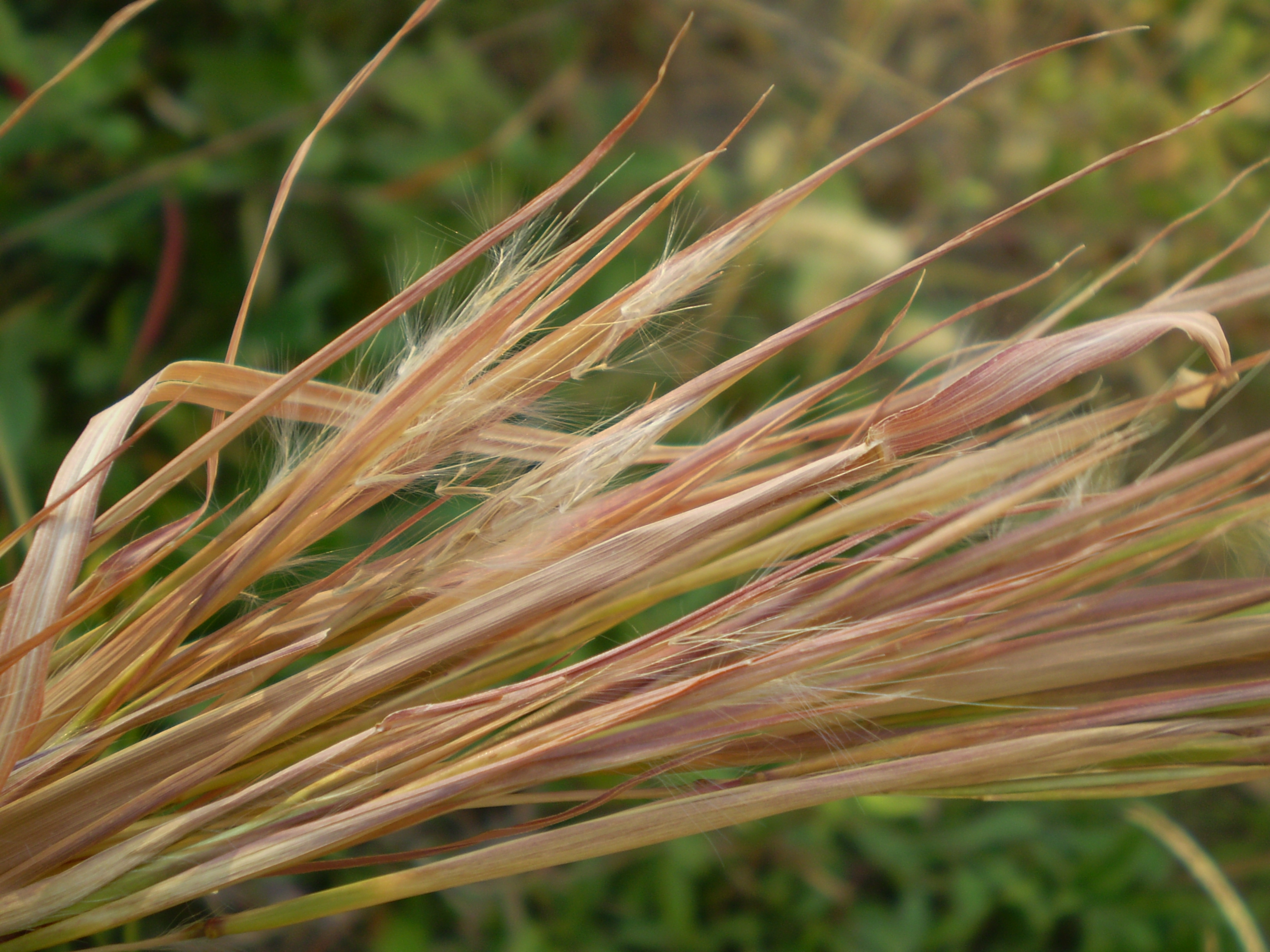
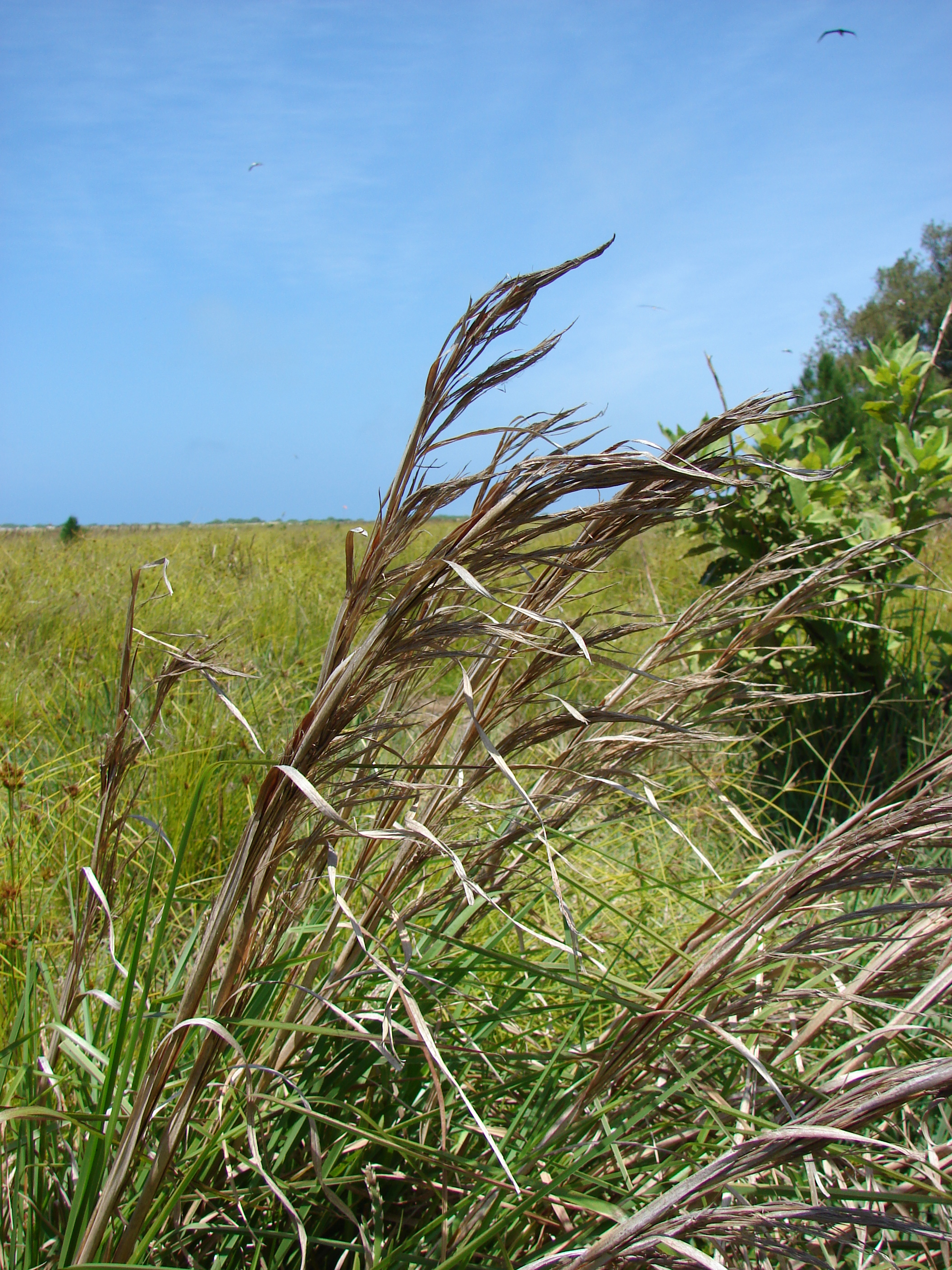
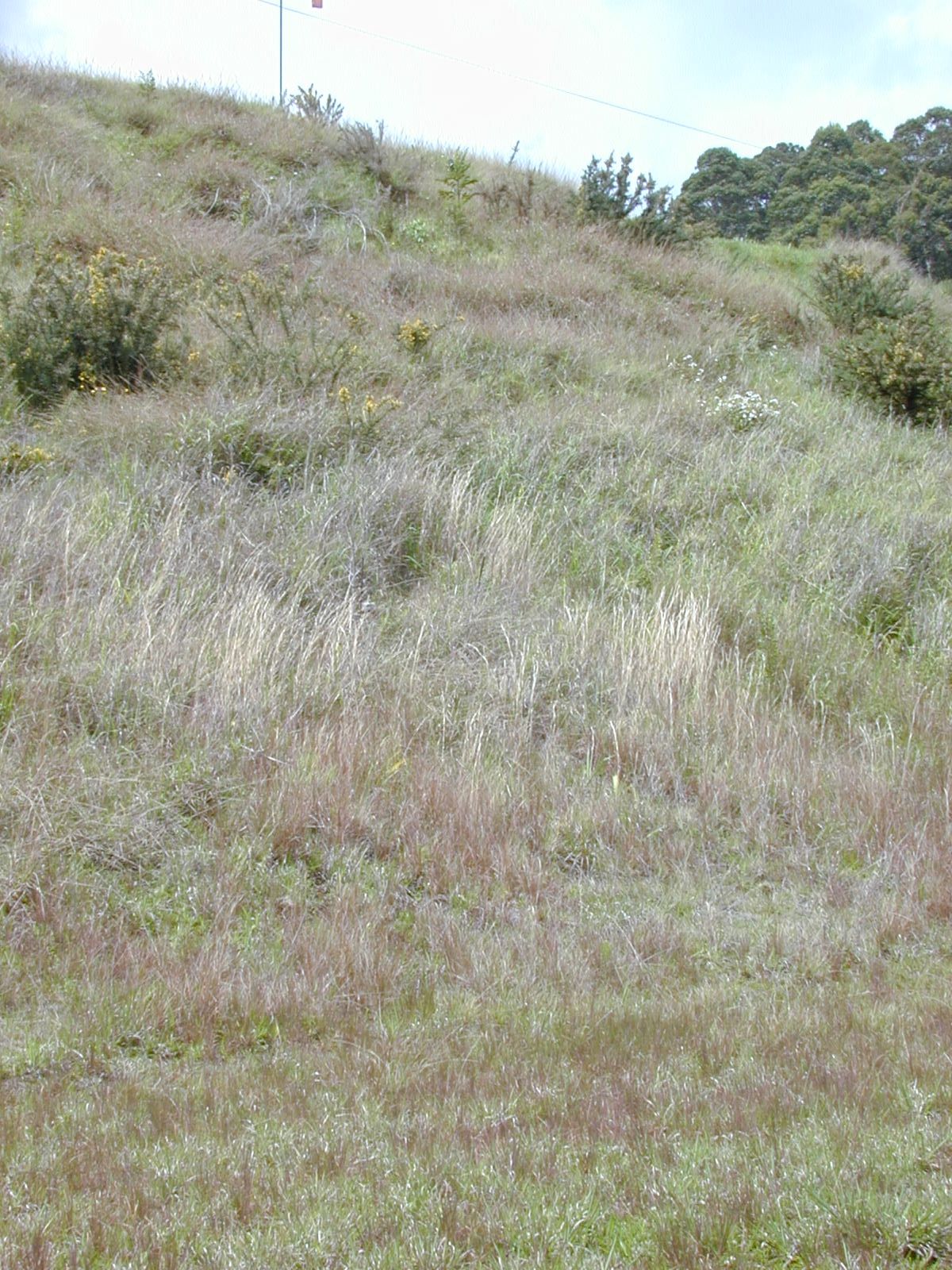